# Olde English Bulldogge
De Olde English Bulldogge of Old English Bulldog (OEB) is een in 1971 door David Leavitt in de Verenigde Staten gecreëerd hondenras.

## Geschiedenis
In 1971 creëerde David Leavitt een fokschema voor het nabootsen van de veel gezondere, maar uitgestorven, 18e-eeuwse buldog. Met behulp van een fokschema, dat was ontwikkeld voor runderen door de Universiteit van Ohio, begon David Leavitt zijn project. De Olde English Bulldogge werd gefokt door het kruisen van Engelse buldogs (1/2), en de andere helft bullmastiff (1/6), Amerikaanse pitbull terriër (1/6) en Amerikaanse buldog (1/6). Na vele met zorgvuldigheid geplande kruisingen werd de Olde English Bulldogge een feit. David Leavitt richtte in het verleden de Olde English Bulldogge Association (OEBA) op, om het ras te voorzien van een stamboek en het verstrekken van registratiedocumenten. Dit gebeurde om het ras te beschermen en voor goede toekomstige nageslachten te zorgen.
In de jaren '80 werkte het echtpaar Ben en Karen Campetti uit Sandisfield, Massachusetts nauw samen met David Leavitt met het fokken van de Olde English Bulldogge. In 1993 stopte David Leavitt met fokken en trad terug uit de OEBA. Door zijn persoonlijke situatie in die tijd zag David Leavitt zich genoodzaakt te stoppen en droeg al zijn honden over aan Michael Walz in Pennsylvania. In 2001 werd de Olde English Bulldogge Kennel Club (OEBKC) gevormd en in 2005 werd de Leavitt Bulldog Association opgericht, waar David Leavitt persoonlijk bij was betrokken. David, die in 2004 nog voorzitter was van de OEBKC, raakte in onvrede met de vereniging omdat de fokkers van de OEBKC niet meer fokten naar zijn visie die hij met veel trots had gecreëerd. Deze honden werden groter en massiever dan hij had bedoeld in 1971. De OEBKC is momenteel een erkende rasvereniging van de Olde English Bulldogge, welke wordt erkend door de United Kennel Club (UKC) en de American Rare Breed Association (ARBA). De Old English Bulldogge werd ingeschreven bij de Canine Developmental Health and Performance Registry in augustus 2008 om het ras te laten evalueren voor erkenning binnen de UKC als een officieel ras.
In 2013 kondigde de UKC aan dat de Olde English Bulldogge een volledig erkend ras is met ingang van 1 januari 2014.

## Uiterlijke kenmerken

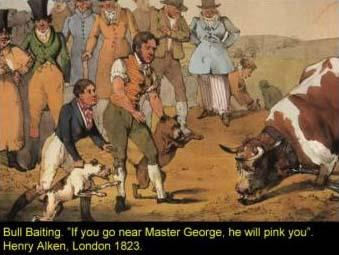
Bullenbijten (bullbaiting)

De Old English Bulldogge is een middelgrote, gespierde hond met grote sterkte en is atletisch. Hij is goed in evenwicht en geproportioneerd zonder overdreven uitkomende eigenschappen. Hij heeft het uiterlijk van een hond die zijn originele werk, het bullenbijten (Engels: bullbaiting) kan uitvoeren. Een te grote hond zou schadelijk zijn geweest voor de bullenbijtende buldog omdat hij het "laag moest spelen" om de hoorns van de stier te ontwijken en zich op de neus vast te bijten. Een te zware hond zou ook nadelig zijn geweest, omdat de neus van de stier dan zou kunnen scheuren en de hond dan weggegooid zou kunnen worden.

## Karakter
Het karakter van de Old English Bulldogge is overtuigend, moedig en alert. OEB's zijn zeer vriendelijk, liefdevol en beschermend. Ze zijn extreem sterk. Socialisatie, gehoorzaamheid en opvoeding zijn daarom belangrijk, om hun beschermende karakter in goede banen te leiden. Het is het beste om met energieke individuen te sporten of andere oefeningen te doen, zodat ze hun energie kwijt kunnen raken.

## Gezondheid
De Olde English Bulldogge wordt gezien als een gezondere buldog dan zijn voorvaderen, hoewel ze kunnen worden beïnvloed door veel van dezelfde aandoeningen die voorkomen bij elk ras. Voorstanders van het ras beweren dat het geen last heeft van deze aandoeningen. Veel van deze fokkers maken röntgenfoto's van de heupen om de eventuele heupdysplasie de kop in te drukken.

## Leavitt Bulldog
Sinds 2005 heeft David Leavitt zichzelf losgemaakt van de naam Olde English Bulldogge, om vervolgens weer opnieuw te beginnen met enkele fokkers die nog fokten naar zijn visie. Hij noemde zijn nieuwe buldoggen de Leavitt Bulldog.